# SIGSALY

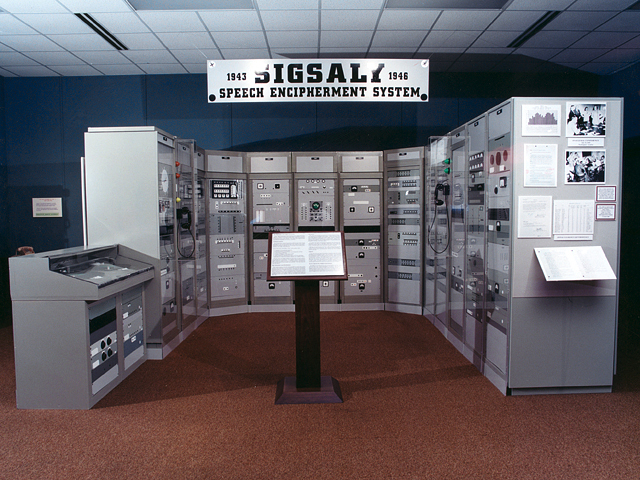
O SIGSALY exibido no National Cryptologic Museum

Na criptografia, SIGSALY (também conhecido como o Sistema X, Projeto X, Ciphony I, e Green Hornet) foi um sistema de transmissão segura da voz usado na II Guerra Mundial para as comunicações de alto nível entre os Aliados.
O sistema foi pioneiro em um grande número de conceitos de comunicação digital, incluindo a primeira transmissão de voz usando a modulação por código de pulsos - PCM (pulse-code modulation). Embora embaralhadores de voz para telefonia tinham sido usados por ambos os lados durante a II guerra mundial, eles não eram muito seguros, sendo freqüentemente decifrados pelo lado inimigo. A inspeção do espectro de áudio usando analisadores de espectro normalmente ofereciam boas pistas para da técnica usada no embaralhamento.  A insegurança da maioria destes esquemas levou a desenvolvimento de técnicas mais seguras baseadas no princípio de one-time pad.

## Uso

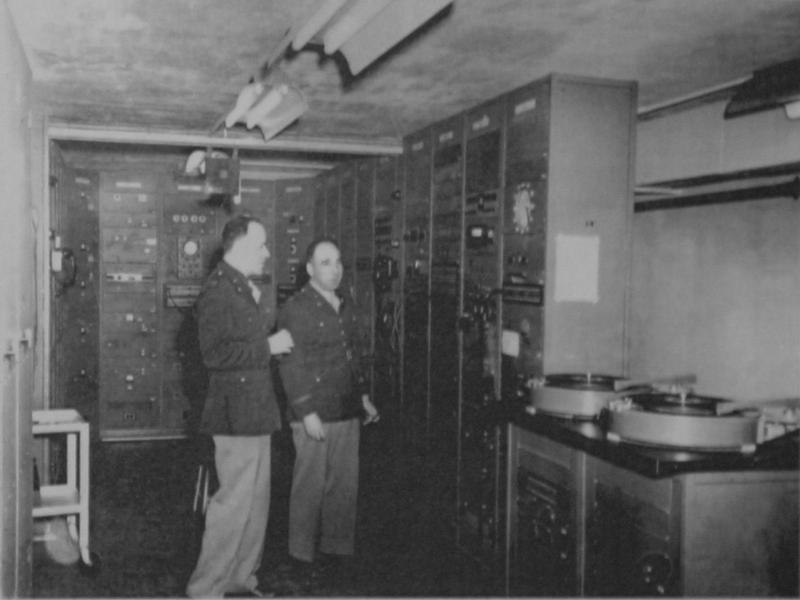
Um terminal SIGSALY 1943.

O primeiro protótipo foi desenvolvido pelo laboratório de telefones da Bell - Bell Labs, e foi demonstrado para o exército dos EUA, que contratou a produção de dois sistemas em 1942.  O SIGSALY entrou em serviço em 1943 e permaneceu funcionando até 1946.
O terminal SIGSALY era gigantesco, consistindo de 40 armários de equipamentos, tinha um peso total de 50 toneladas, consumia cerca de 30 kW de potência, e necessitava de ambiente com condicionamento de ar.  Devido ao tamanho e inconvenientes de uso ele era apenas utilizado nas comunicações de voz de alto nível.
Dezenas de terminais SIGSALY foram instalados ao redor do mundo, sendo um deles instalado no navio de onde o general Douglas MacArthur comandava suas campanhas na Oceania e Oceano Pacífico Sul.  O sistema suportava cerca de 3000 conferências de alto nível.
Para os dias atuais todo o sistema pode até parecer primitivo, mas na época foi muito efetivo.  Quando os aliados invadiram a Alemanha, descobriu-se que os alemães haviam gravado uma quantidade significativa de tráfego do sistema, mas erroneamente imaginavam que se tratasse de algum sistema de codificação para telegrafia.

## Importância
Segundo o autor (Bennett, 1983), o SIGSALY é considerado com sendo o primeiro sistema no emprego de:
1. criptografia telefônica
2. transmissão da voz quantizada
3. transmissão da voz por modulação por código de pulso (PCM)
4. compansão em PCM
5. transmissão através de FSK de multinível
6. compressão da largura de banda do sinal de voz
7. transmissão em FSK - FDM (Frequency Shift Keying-Frequency Division Multiplex) em meios com fading
8. Emprego do diagrama de olho para ajuste dos intervalos de amostragem

## Leia mais em...
- M. D. Fagen (editor), National Service in War and Peace (1925-1975), Volume II of A History of Engineering and Science in the Bell System (Bell Telephone Laboratories, 1978) pp. 296-317

## Referência
- William R. Bennett, Fellow, IEEE, "Secret Telephony as a Historical Example of Spread-Spectrum Communications," IEEE Transactions on Communications, Vol. COM-31, No. 1, January 1983, 99.